# Gran Premio motociclistico del Portogallo 2003
Il Gran Premio motociclistico del Portogallo 2003 corso il 7 settembre, è stato l'undicesimo Gran Premio della stagione 2003 e ha visto vincere: la Honda di Valentino Rossi nella classe MotoGP, Toni Elías nella classe 250 e Pablo Nieto nella classe 125.
Per il pilota spagnolo Nieto è la prima vittoria nel motomondiale.

## MotoGP

### Arrivati al traguardo
| Pos. | Nº | Pilota            | Squadra                   | Motocicletta       | Giri | Tempo     | Griglia | Punti |
| ---- | -- | ----------------- | ------------------------- | ------------------ | ---- | --------- | ------- | ----- |
| 1º   | 46 | Valentino Rossi   | Repsol Honda              | Honda RC211V       | 28   | 46:48.005 | 3       | 25    |
| 2º   | 3  | Max Biaggi        | Camel Pramac Pons         | Honda RC211V       | 28   | +2.094    | 2       | 20    |
| 3º   | 65 | Loris Capirossi   | Ducati Marlboro           | Ducati Desmosedici | 28   | +5.254    | 1       | 16    |
| 4º   | 15 | Sete Gibernau     | Telefónica Movistar Honda | Honda RC211V       | 28   | +5.269    | 4       | 13    |
| 5º   | 11 | Tōru Ukawa        | Camel Pramac Pons         | Honda RC211V       | 28   | +10.581   | 10      | 11    |
| 6º   | 12 | Troy Bayliss      | Ducati Marlboro           | Ducati Desmosedici | 28   | +14.246   | 8       | 10    |
| 7º   | 33 | Marco Melandri    | Fortuna Yamaha            | Yamaha YZR-M1      | 28   | +16.143   | 11      | 9     |
| 8º   | 7  | Carlos Checa      | Fortuna Yamaha            | Yamaha YZR-M1      | 28   | +18.083   | 7       | 8     |
| 9º   | 69 | Nicky Hayden      | Repsol Honda              | Honda RC211V       | 28   | +18.284   | 15      | 7     |
| 10º  | 6  | Makoto Tamada     | Pramac Honda              | Honda RC211V       | 28   | +21.815   | 9       | 6     |
| 11º  | 4  | Alex Barros       | Gauloises Yamaha          | Yamaha YZR-M1      | 28   | +24.059   | 12      | 5     |
| 12º  | 56 | Shin'ya Nakano    | d'Antín Yamaha            | Yamaha YZR-M1      | 28   | +27.082   | 6       | 4     |
| 13º  | 19 | Olivier Jacque    | Gauloises Yamaha          | Yamaha YZR-M1      | 28   | +27.651   | 5       | 3     |
| 14º  | 45 | Colin Edwards     | Alice Aprilia Racing      | Aprilia RS Cube    | 28   | +31.505   | 13      | 2     |
| 15º  | 41 | Noriyuki Haga     | Alice Aprilia Racing      | Aprilia RS Cube    | 28   | +57.118   | 18      | 1     |
| 16º  | 23 | Ryūichi Kiyonari  | Telefónica Movistar Honda | Honda RC211V       | 28   | +1:01.412 | 19      |       |
| 17º  | 10 | Kenny Roberts Jr  | Suzuki Grand Prix         | Suzuki GSV-R       | 28   | +1:01.544 | 14      |       |
| 18º  | 21 | John Hopkins      | Suzuki Grand Prix         | Suzuki GSV-R       | 28   | +1:06.601 | 17      |       |
| 19º  | 99 | Jeremy McWilliams | Proton Team KR            | Proton KR5         | 28   | +1:10.958 | 16      |       |
| 20º  | 9  | Nobuatsu Aoki     | Proton Team KR            | Proton KR5         | 28   | +1:11.523 | 23      |       |
| 21º  | 88 | Andrew Pitt       | Kawasaki Racing           | Kawasaki ZX-RR     | 28   | +1:18.550 | 20      |       |
| 22º  | 52 | David de Gea      | WCM                       | Harris WCM         | 27   | +1 giro   | 21      |       |

### Ritirato
| Nº | Pilota      | Squadra         | Motocicletta   | Giri | Griglia |
| -- | ----------- | --------------- | -------------- | ---- | ------- |
| 8  | Garry McCoy | Kawasaki Racing | Kawasaki ZX-RR | 26   | 22      |

### Non partito
| Nº | Pilota      | Squadra | Motocicletta | Griglia |
| -- | ----------- | ------- | ------------ | ------- |
| 35 | Chris Burns | WCM     | Harris WCM   | 24      |

## Classe 250

### Arrivati al traguardo
| Pos. | Nº | Pilota                | Squadra                     | Motocicletta | Giri | Tempo     | Griglia | Punti |
| ---- | -- | --------------------- | --------------------------- | ------------ | ---- | --------- | ------- | ----- |
| 1º   | 24 | Toni Elías            | Repsol Telefonica Movistar  | Aprilia      | 26   | 44:37.770 | 1       | 25    |
| 2º   | 54 | Manuel Poggiali       | MS Aprilia                  | Aprilia      | 26   | +4.731    | 4       | 20    |
| 3º   | 7  | Randy de Puniet       | Safilo Oxydo-LCR            | Aprilia      | 26   | +5.987    | 2       | 16    |
| 4º   | 3  | Roberto Rolfo         | Fortuna Honda               | Honda        | 26   | +6.470    | 7       | 13    |
| 5º   | 5  | Sebastián Porto       | Telefonica Movistar jnr     | Honda        | 26   | +25.023   | 5       | 11    |
| 6º   | 21 | Franco Battaini       | Campetella Racing           | Aprilia      | 26   | +25.273   | 6       | 10    |
| 7º   | 50 | Sylvain Guintoli      | Campetella Racing           | Aprilia      | 26   | +27.791   | 3       | 9     |
| 8º   | 8  | Naoki Matsudo         | Yamaha Kurz                 | Yamaha       | 26   | +27.913   | 9       | 8     |
| 9º   | 10 | Fonsi Nieto           | Repsol Telefonica Movistar  | Aprilia      | 26   | +43.047   | 8       | 7     |
| 10º  | 14 | Anthony West          | Zoppini Abruzzo             | Aprilia      | 26   | +43.112   | 11      | 6     |
| 11º  | 6  | Alex Debón            | Troll Honda BQR             | Honda        | 26   | +44.796   | 10      | 5     |
| 12º  | 34 | Eric Bataille         | Troll Honda BQR             | Honda        | 26   | +1:10.765 | 12      | 4     |
| 13º  | 33 | Héctor Faubel         | Aspar Junior                | Aprilia      | 26   | +1:11.702 | 21      | 3     |
| 14º  | 26 | Alex Baldolini        | Matteoni Racing             | Aprilia      | 26   | +1:11.714 | 16      | 2     |
| 15º  | 15 | Christian Gemmel      | Kiefer Castrol-Honda Racing | Honda        | 26   | +1:13.983 | 15      | 1     |
| 16º  | 36 | Erwan Nigon           | Equipe de France - Scrab GP | Aprilia      | 26   | +1:19.238 | 20      |       |
| 17º  | 28 | Dirk Heidolf          | Aprilia Germany             | Aprilia      | 26   | +1:36.515 | 18      |       |
| 18º  | 66 | Vesa Kallio           | Raistila Racing             | Yamaha       | 25   | +1 giro   | 25      |       |
| 19º  | 40 | Álvaro Molina         | Mas Racing                  | Aprilia      | 25   | +1 giro   | 26      |       |
| 20º  | 57 | Chaz Davies           | Aprilia Germany             | Aprilia      | 25   | +1 giro   | 14      |       |
| 21º  | 51 | Frederik Watz         | Watz Racing                 | Yamaha       | 25   | +1 giro   | 24      |       |
| 22º  | 41 | Miguel Praia          | Marina Park Mavi Sport Kurz | Yamaha       | 25   | +1 giro   | 27      |       |
| 23º  | 18 | Henk van den Lagemaat | Dark Dog Molenaar           | Honda        | 25   | +1 giro   | 28      |       |

### Ritirati
| Nº | Pilota         | Squadra                     | Motocicletta | Giri | Griglia |
| -- | -------------- | --------------------------- | ------------ | ---- | ------- |
| 9  | Hugo Marchand  | Equipe de France - Scrab GP | Aprilia      | 10   | 13      |
| 11 | Joan Olivé     | Aspar Junior                | Aprilia      | 5    | 17      |
| 96 | Jakub Smrž     | Elit Grand Prix             | Honda        | 5    | 22      |
| 52 | Lukáš Pešek    | Yamaha Kurz                 | Yamaha       | 2    | 23      |
| 98 | Katja Poensgen | Dark Dog Molenaar           | Honda        | 0    | 29      |

### Non partito
| Nº | Pilota          | Squadra         | Motocicletta | Griglia |
| -- | --------------- | --------------- | ------------ | ------- |
| 16 | Johan Stigefelt | Zoppini Abruzzo | Aprilia      | 19      |

## Classe 125

### Arrivati al traguardo
| Pos. | Nº | Pilota            | Squadra                   | Motocicletta | Giri | Tempo     | Griglia | Punti |
| ---- | -- | ----------------- | ------------------------- | ------------ | ---- | --------- | ------- | ----- |
| 1º   | 22 | Pablo Nieto       | Master-MXOnda-Aspar       | Aprilia      | 23   | 41:08.307 | 5       | 25    |
| 2º   | 80 | Héctor Barberá    | Master-MXOnda-Aspar       | Aprilia      | 23   | +0.022    | 22      | 20    |
| 3º   | 15 | Alex De Angelis   | Globet.com Racing         | Aprilia      | 23   | +0.308    | 1       | 16    |
| 4º   | 3  | Daniel Pedrosa    | Telefonica Movistar jnr   | Honda        | 23   | +0.560    | 2       | 13    |
| 5º   | 1  | Arnaud Vincent    | Sterilgarda Racing        | Aprilia      | 23   | +3.326    | 13      | 11    |
| 6º   | 48 | Jorge Lorenzo     | Caja Madrid Derbi Racing  | Derbi        | 23   | +8.143    | 3       | 10    |
| 7º   | 79 | Gábor Talmácsi    | Exalt Cycle Red Devil     | Aprilia      | 23   | +8.287    | 10      | 9     |
| 8º   | 34 | Andrea Dovizioso  | Team Scot                 | Honda        | 23   | +13.353   | 8       | 8     |
| 9º   | 24 | Simone Corsi      | Team Scot                 | Honda        | 23   | +13.574   | 18      | 7     |
| 10º  | 6  | Mirko Giansanti   | Matteoni Racing           | Aprilia      | 23   | +13.869   | 16      | 6     |
| 11º  | 10 | Roberto Locatelli | KTM-Red Bull              | KTM          | 23   | +24.879   | 23      | 5     |
| 12º  | 32 | Fabrizio Lai      | Semprucci Angaia Malaguti | Malaguti     | 23   | +39.570   | 25      | 4     |
| 13º  | 8  | Masao Azuma       | Ajo Motorsports           | Honda        | 23   | +46.623   | 15      | 3     |
| 14º  | 33 | Stefano Bianco    | Metis Gilera Racing       | Gilera       | 23   | +46.983   | 17      | 2     |
| 15º  | 19 | Álvaro Bautista   | Seedorf Racing            | Aprilia      | 23   | +47.176   | 21      | 1     |
| 16º  | 60 | Mattia Angeloni   | Metasystem Racing Service | Honda        | 23   | +47.278   | 24      |       |
| 17º  | 93 | Manuel Manna      | Matteoni Racing           | Aprilia      | 23   | +47.614   | 29      |       |
| 18º  | 70 | Sergio Gadea      | Racing Team Gadea         | Aprilia      | 23   | +1:22.395 | 32      |       |
| 19º  | 26 | Emilio Alzamora   | Caja Madrid Derbi Racing  | Derbi        | 23   | +1:25.014 | 33      |       |
| 20º  | 81 | Ismael Ortega     | Seedorf Racing            | Aprilia      | 23   | +1:25.533 | 37      |       |
| 21º  | 11 | Max Sabbatani     | Abruzzo Racing            | Aprilia      | 23   | +1:26.476 | 30      |       |

### Ritirati
| Nº | Pilota            | Squadra                   | Motocicletta | Giri | Griglia |
| -- | ----------------- | ------------------------- | ------------ | ---- | ------- |
| 7  | Stefano Perugini  | Abruzzo Racing            | Aprilia      | 13   | 4       |
| 50 | Andrea Ballerini  | Ajo Motorsports           | Honda        | 13   | 28      |
| 17 | Steve Jenkner     | Exalt Cycle Red Devil     | Aprilia      | 10   | 9       |
| 78 | Peter Lenart      | Metasystem Racing Service | Honda        | 7    | 35      |
| 12 | Thomas Lüthi      | Elit Grand Prix           | Honda        | 6    | 14      |
| 88 | Robbin Harms      | Seedorf Racing            | Aprilia      | 5    | 31      |
| 42 | Gioele Pellino    | Sterilgarda Racing        | Aprilia      | 4    | 27      |
| 31 | Julián Simón      | Semprucci Angaia Malaguti | Malaguti     | 4    | 20      |
| 25 | Imre Tóth         | Team Hungary              | Honda        | 1    | 36      |
| 23 | Gino Borsoi       | Globet.com Racing         | Aprilia      | 0    | 7       |
| 4  | Lucio Cecchinello | Safilo Oxydo-LCR          | Aprilia      | 0    | 11      |
| 69 | David Bonache     | Team Bonache              | Honda        | 0    | 34      |

### Squalificato
| Nº | Pilota      | Squadra      | Motocicletta | Griglia |
| -- | ----------- | ------------ | ------------ | ------- |
| 36 | Mika Kallio | KTM-Red Bull | KTM          | 19      |

### Non partiti
| Nº | Pilota           | Squadra          | Motocicletta | Griglia |
| -- | ---------------- | ---------------- | ------------ | ------- |
| 58 | Marco Simoncelli | Matteoni Racing  | Aprilia      | 6       |
| 41 | Yōichi Ui        | Freesoul Racing  | Gilera       | 12      |
| 27 | Casey Stoner     | Safilo Oxydo-LCR | Aprilia      | 26      |